# 12-Stunden-Rennen von Sebring 1989

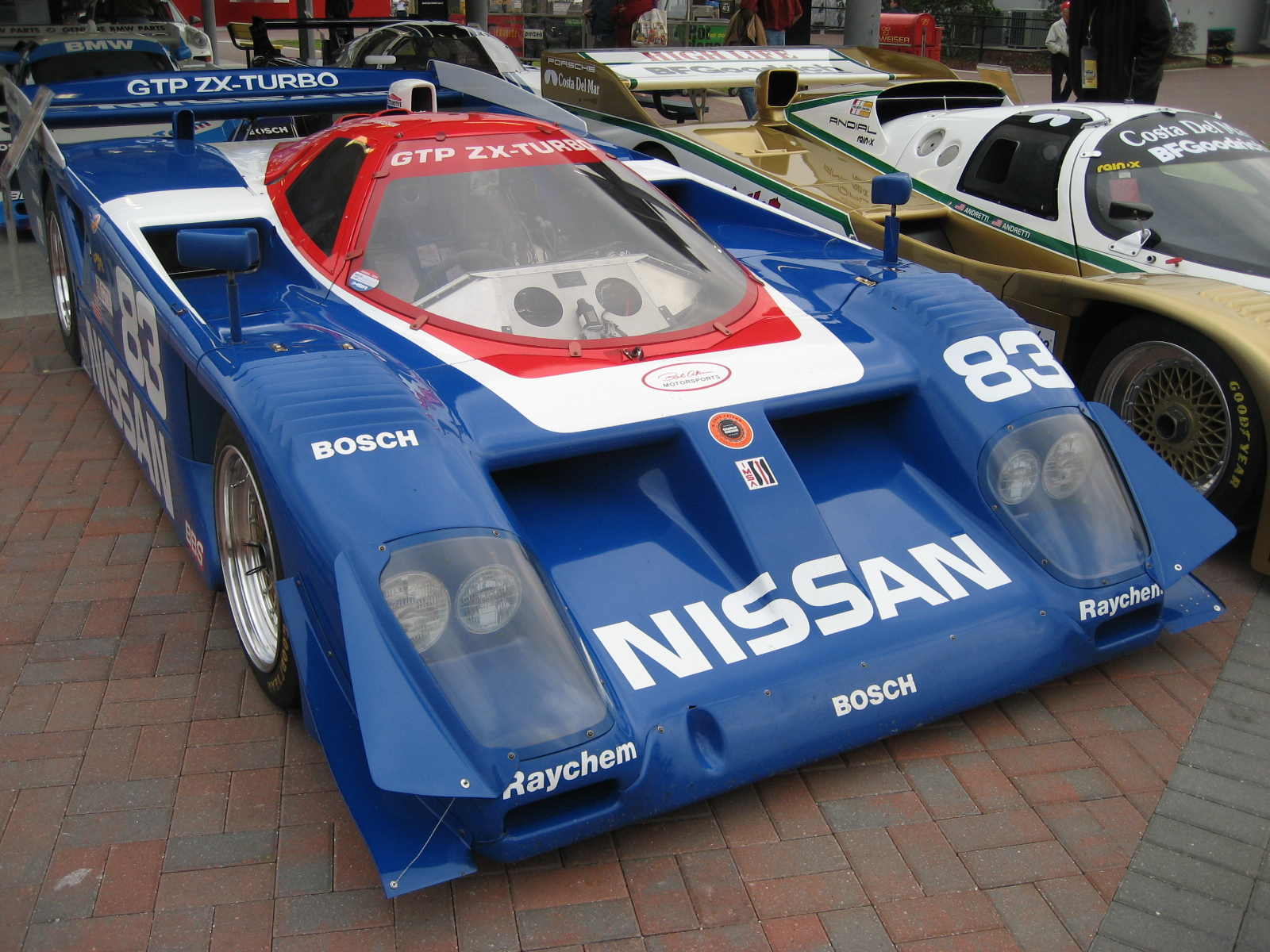
Der Nissan GTP ZX-Turbo mit der Startnummer 83; Siegerwagen von Chip Robinson, Geoff Brabham und Arie Luyendyk

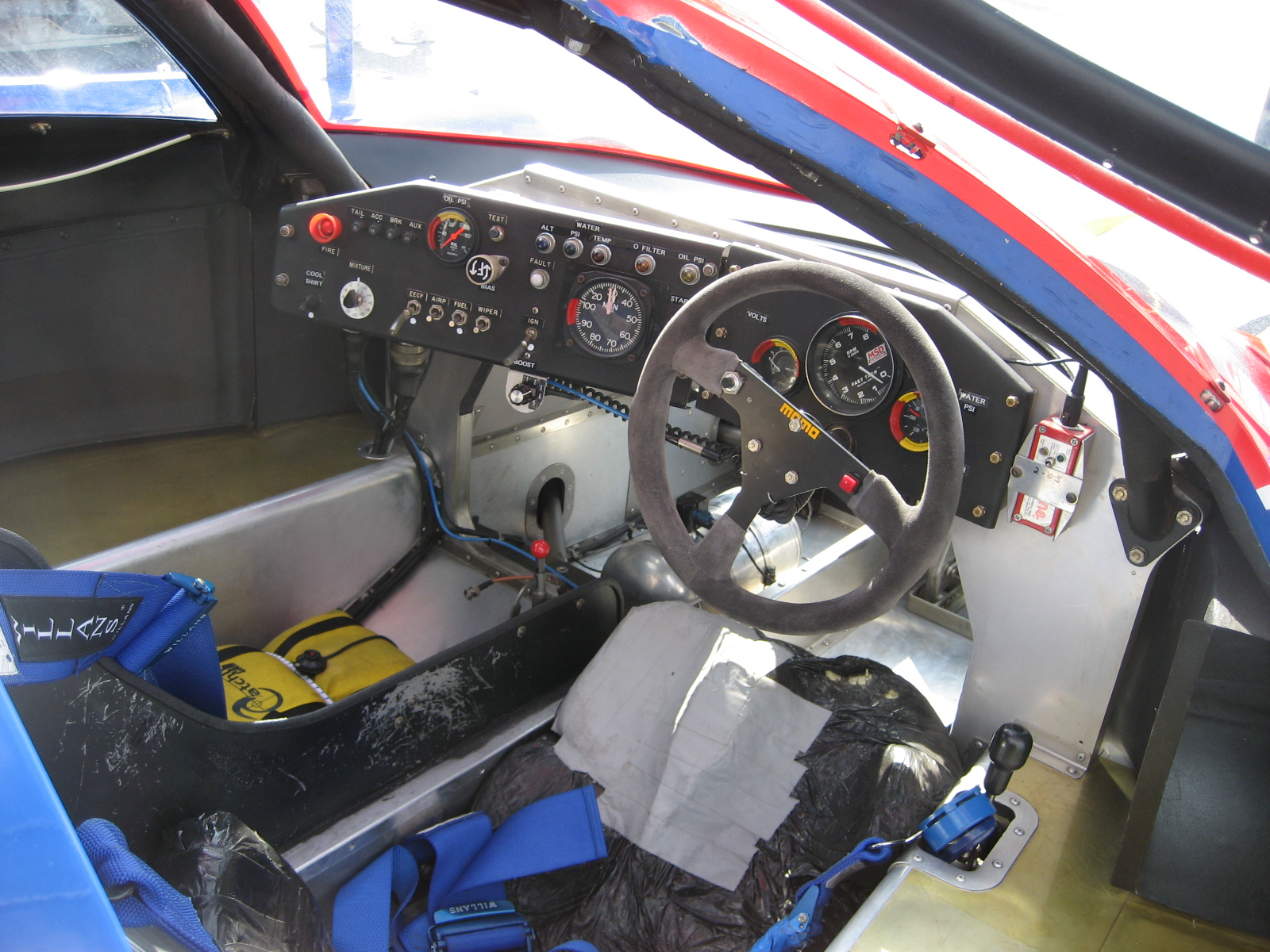
Cockpit des Nissan GTP ZX-Turbo mit Rechtslenkung

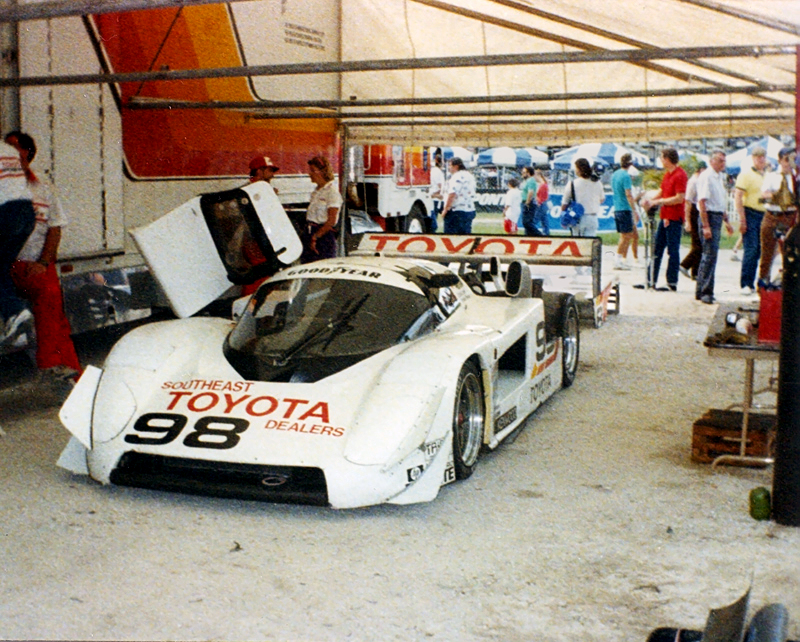
Der Toyota 88C mit der Startnummer 98; hier im Fahrerlager beim 3-Stunden-Rennen von West Palm Beach 1989. In Sebring fiel der Wagen nach einem Motorschaden vorzeitig aus.

Das 37. 12-Stunden-Rennen von Sebring, auch The 37th Running of the 12 Hours of Sebring International Grand Prix of Endurance, Sebring International Raceway, fand am 18. März 1989 auf dem Sebring International Raceway statt und war der vierte Wertungslauf der IMSA-GTP-Serie dieses Jahres.

## Vor dem Rennen
Erstes Rennen der IMSA-GTP-Serie 1989 war das 24-Stunden-Rennen von Daytona, das Bob Wollek, Derek Bell und John Andretti auf einem Porsche 962 gewannen. Beim zweiten Saisonlauf, dem 3-Stunden-Rennen von Miami, blieben Geoff Brabham und Chip Robinson am Steuer eines Nissan GTP ZX-Turbo siegreich. Das am selben Tag ausgefahrene 45-Minuten-Rennen von Miami gewann Pete Halsmer im Mercury Cougar XR-7.

## Das Rennen
1985 war Nissan in die IMSA-GTP-Serie eingestiegen. 1988 hatte Geoff Brabham mit dem Nissan GTP ZX-Turbo die Gesamtwertung der GTP-Klasse gewonnen und 1989 war das Fahrzeug erstmals in Sebring am Start. Electramotive Engineering war ab 1984 der offizielle US-Motorsportpartner von Nissan. Die Aufgabe war der Einsatz und die Weiterentwicklung des Rennwagens. Das Engagement in der IMSA-Serie diente wie ab 1983 der Le-Mans-Einsatz dazu, den Namen Nissan und das technische Know-how des Konzerns an die Öffentlichkeit zu transportieren. Der Motor wurde unter Mithilfe von Electramotive von Nissan selbst entwickelt. Mit der Entwicklung des Chassis war der renommierte Rennwagenbauer Lola Cars beauftragt. Die ersten drei Chassis mit der Bezeichnung Lola T810 waren Anfang 1985 fertig. Dieses Chassis war eine Weiterentwicklung des T710, den Lola für die Corvette GTP von Chevrolet entwickelt hatte. Das erste Jahr diente der Weiterentwicklung des Autos, um dann ab 1986 konkurrenzfähig zu sein. In erster Linie musste Electramotive das Auto an die kürzeren Sprintrennen der IMSA-GTP-Serie anpassen. Lola baute noch drei weitere Chassis, die von Electramotive bis Ende 1987 angepasst wurden. Die Anpassungen waren jedoch so umfangreich, dass Electramotive schließlich die Chassis selbst konstruierte und baute. Insgesamt wurden bei Electramotive 1988 fünf Chassis gefertigt. 1990 wurde Electramotive in Nissan Performance Technology Inc. (NPTI) umbenannt und der GTP ZX-Turbo zur Halbzeit der Saison durch den NPT-90 ersetzt.
Electramotive Engineering meldete zwei Fahrzeuge (Startnummern 83 und 84) mit identischen Fahrerbesetzungen. Geoff Brabham, Chip Robinson und Arie Luyendyk fuhren beide Rennwagen. Im Training erzielte Geoff Brabham mit einer Zeit 1:55.822 Minuten die schnellste Qualifikationszeit (Schnitt 205,589 km/h). Er war dabei nur unwesentlich schneller als Luyendyk, der eine Zeit von 1:55,977 Minuten erreichte. Somit standen beide Nissan in der ersten Startreihe.
Der Nissan mit der Nummer 84 – zu diesem Zeitpunkt gefahren von Luyendyk – verlor nach nur 14 Rennrunden ein Rad und musste auf der Strecke abgestellt werden. Der zweite Wagen, die Startnummer 83, dominierte das Rennen wie selten ein Sportwagen in Sebring davor. Mit einer Durchschnittsgeschwindigkeit von 181,441 km/h gewannen Robinson/Brabham und Luyendyk trotz eines unplanmäßigen Reparaturstopps deutlich vor dem Jaguar XJR-9D von John Nielsen und Price Cobb. Mit dem ersten großen internationalen Sportwagenerfolg eines japanischen Automobilherstellers endete die jahrelange Hegemonie von Porsche in Sebring. Seit dem Gesamtsieg von Al Holbert und Michael Keyser im Porsche Carrera RSR 1976 hatten nur Porsche-Rennwagen gewonnen.

## Ergebnisse

### Schlussklassement
| 1               | GTP    | 83  | Electramotive Engineering  | Chip Robinson Geoff Brabham Arie Luyendyk                     | Nissan GTP ZX-Turbo               | 330 |
| 2               | GTP    | 61  | Castrol Jaguar Racing      | John Nielsen Price Cobb                                       | Jaguar XJR-9D                     | 328 |
| 3               | GTP    | 86  | Bayside Racing Bruce Leven | James Weaver Dominic Dobson                                   | Porsche 962                       | 320 |
| 4               | GTP    | 30  | Momo Gebhardt Racing       | Giampiero Moretti Massimo Sigala Michael Roe Derek Bell       | Porsche 962                       | 317 |
| 5               | GTP    | 0   | Joest Racing               | Frank Jelinski Jean-Louis Ricci Bob Wollek                    | Porsche 962C                      | 315 |
| 6               | GTP    | 10  | Hotchkis Racing            | Jim Adams John Hotchkis John Hotchkis junior                  | Porsche 962                       | 300 |
| 7               | Lights | 55  | Huffaker Racing            | Bob Lesnett Dan Marvin                                        | Spice SE86CL Pontiac Firebird GTP | 292 |
| 8               | GTO    | 11  | Roush Racing               | Wally Dallenbach jr. Dorsey Schroeder                         | Lincoln Mercury Cougar XR-7       | 292 |
| 9               | GTO    | 11  | Essex Racing               | Charles Morgan Tom Hessert                                    | Spice SE88P                       | 290 |
| 10              | GTO    | 16  | Roush Racing               | Pete Halsmer Bob Earl                                         | Lincoln Mercury Cougar XR-7       | 288 |
| 11              | GTP    | 33  | Spice Engineering USA      | Costas Los Jeff Kline                                         | Spice SE89P Pontiac Firebird GTP  | 285 |
| 12              | GTO    | 38  | Mandeville Auto Tech       | Roger Mandeville Kelly Marsh                                  | Mazda RX-7                        | 284 |
| 13              | GTO    | 90  | Road Circuit Technology    | Les Delano Andy Petery Craig Carter                           | Lincoln Mercury Capri             | 282 |
| 14              | GTP    | 60  | Castrol Jaguar Racing      | Davy Jones Jan Lammers                                        | Jaguar XJR-9D                     | 281 |
| 15              | GTU    | 74  | Huffaker Racing            | George Robinson Bart Kendall Johnny Unser                     | Pontiac Fiero                     | 278 |
| 16              | GTU    | 82  | Dick Greer Racing          | Dick Greer Mike Mees John Finger                              | Mazda RX-7                        | 273 |
| 17              | GTU    | 71  | Team Highball              | Amos Johnson Dennis Shaw Paul Lewis                           | Mazda RX-7                        | 272 |
| 18              | Lights | 19  | Essex Racing               | Reggie Smith Michael Dow Monte Shalett                        | Tiga GT288                        | 270 |
| 19              | GTU    | 89  | 901 Racing                 | Peter Uria Jack Refenning Freddy Baker                        | Porsche 911 Carrera RSR           | 268 |
| 20              | Lights | 43  | John Higgins               | Charles Monk Lorenzo Lamas John Higgins Chip Mead             | Fabcar CL                         | 254 |
| 21              | GTU    | 72  | Jay Kjoller                | Jay Kjoller Patrick Mooney Steve Volk                         | Porsche 911                       | 248 |
| 22              | GTO    | 03  | Skoal Bandit Racing        | Max Jones Buz McCall                                          | Chevrolet Camaro                  | 246 |
| 23              | Lights | 63  | Downing Atlanta            | Jim Downing John O’Steen Howard Katz                          | Argo JM19                         | 246 |
| 24              | Lights | 4   | S & L Racing               | Scott Schubot Tom Blackaller Linda Ludemann                   | Spice SE88P                       | 245 |
| 25              | GTU    | 57  | Kryderacing                | Reed Kryder John Gimble Frank Del Vecchio                     | Nissan 300ZX                      | 245 |
| 26              | GTO    | 18  | Ken Bupp                   | Ken Bupp Robert Peters                                        | Chevrolet Camaro                  | 244 |
| 27              | GTU    | 87  | Overton Autosport          | Lance Stewart Ron Cortez                                      | Mazda RX-7                        | 243 |
| 28              | GTU    | 95  | Leitzinger Racing          | Bob Leitzinger Butch Leitzinger Chuck Kurtz                   | Nissan 240SX                      | 228 |
| 29              | GTU    | 62  | Alex Job Racing            | Alex Job Chris Kraft Rusty Bond                               | Porsche 911                       | 225 |
| 30              | Lights | 12  | Carlos Bobeda Racing       | Tomas Lopez Albert Rocca Carlos Bobeda                        | Tiga GT286                        | 225 |
| 31              | GTU    | 17  | Al Bacon Perf              | Al Bacon Bob Reed                                             | Mazda RX-7                        | 216 |
| 32              | GTO    | 47  | Lion Rampant Racing        | Ferdinand de Lesseps Luis Sereix Chaunce Wallace Hervé Regout | Chevrolet Camaro                  | 189 |
| Ausgefallen     |        |     |                            |                                                               |                                   |     |
| 33              | GTP    | 09  | Ball Bros. Racing          | Steve Durst Mike Brockman Jay Cochran                         | Spice SE88P                       | 263 |
| 34              | GTO    | 75  | Cunningham Racing          | John Morton Steve Millen                                      | Nissan 300ZX                      | 215 |
| 35              | Lights | 40  | Bieri Racing               | Martino Finotto Paolo Guatamacchi Uli Bieri                   | Tiga GT286                        | 193 |
| 36              | GTU    | 48  | Red Line Racing            | Mike Graham Dave Russell Alan Crouch                          | BMW 325                           | 187 |
| 37              | GTP    | 67  | Busby Racing               | Bob Wollek Derek Bell John Andretti                           | Porsche 962                       | 184 |
| 38              | GTO    | 44  | Thomas Sapp                | Tim Morgan Marcus Opie Peter Morgan Charles Bair              | Chevrolet Corvette                | 171 |
| 39              | GTP    | 98  | All American Racers        | Chris Cord Steve Bren Drake Olson                             | Toyota 88C                        | 149 |
| 40              | GTO    | 53  | Bill McDill                | Richard McDill Bill McDill                                    | Chevrolet Camaro                  | 146 |
| 41              | GTU    | 22  | Guy Church                 | Guy Church E. J. Generotti Louis D’Agostino                   | Mazda RX-7                        | 141 |
| 42              | Lights | 25  | Brent O’Neill              | Brent O’Neill Steve Shelton Don Courtney                      | Argo JM19                         | 116 |
| 43              | GTO    | 2   | Powell Equipment           | John Jones Hunter Jones Richard Andison                       | Chevrolet Corvette                | 116 |
| 44              | GTU    | 50  | Fritz Hochreuter           | Rudy Bartling Rainer Brezinka Fritz Hochreuter                | Porsche 911                       | 115 |
| 45              | GTU    | 68  | Luis Mendez                | Luis Mendez Mandy Gonzalez Tato Ferrer                        | Porsche 911 Carrera               | 101 |
| 46              | GTU    | 45  | Charles Slater             | Charles Slater Kenneth Brady Norm Dupont                      | Porsche 911                       | 93  |
| 47              | GTO    | 05  | Ken Hendrick Racing        | Ken Hendrick Dan Gallant                                      | Oldsmobile Toronado               | 90  |
| 48              | GTU    | 7   | Juan Negron                | Juan Negron Chiqui Soldevilla Luis Gordillo                   | Mazda RX-7                        | 72  |
| 49              | GTO    | 42  | Bobs Speed Products        | Del Russo Taylor Mark Montgomery                              | Pontiac Firebird                  | 58  |
| 50              | GTO    | 46  | Team Gulfwind              | Daniel Urrutia Gene Whipp Gary Smith                          | Pontiac Firebird                  | 20  |
| 51              | Lights | 58  | Gary Wonzer Racing         | Bill Bean Nort Northam Gary Wonzer Bruce Westcott             | Lola T616                         | 19  |
| 52              | GTP    | 84  | Electramotive Engineering  | Arie Luyendyk Chip Robinson Geoff Brabham                     | Nissan GTP ZX-Turbo               | 14  |
| 53              | GTP    | 39  | Phoenix Race Cars          | John Gunn Chip Mead Gary Belcher                              | Phoenix JG2                       | 10  |
| Nicht gestartet |        |     |                            |                                                               |                                   |     |
| 54              | GTU    | 00  | Full Time Racing           | Kal Showket Neil Hanneman                                     | Dodge Daytona                     | 1   |
| 55              | GTO    | 23  | Raul Garcia                | Raul Garcia                                                   | Pontiac Firebird                  | 2   |
| 56              | GTP    | 99  | All American Racers        | Willy T. Ribbs Juan Manuel Fangio II                          | Eagle HF89                        | 3   |
| 57              | Lights | 4T  | S & L Racing               | Scott Schubot Linda Ludemann                                  | Spice SE88P                       | 4   |
| 58              | GTP    | 30T | Momo Gebhardt Racing       | Giampiero Moretti Massimo Sigala                              | Porsche 962C                      | 5   |
| 59              | GTU    | 45T | Charles Slater             | Bob Lesnett Charles Slater Kenneth Brady Norm Dupont          | Porsche 911                       | 6   |
| 60              | GTO    | 47T | Chaunce Wallace            | Ferdinand de Lesseps Luis Sereix Chaunce Wallace Hervé Regout | Chevrolet Camaro                  | 7   |
| 61              | GTP    | 66  | Castrol Jaguar Racing      |                                                               | Jaguar XJR-9                      | 8   |

1 Unfall im Training
2 nicht gestartet
3 Aufhängungsschaden im Training
4 Trainingswagen
5 Trainingswagen
6 Trainingswagen
7 Trainingswagen
8 Trainingswagen

### Nur in der Meldeliste
Hier finden sich Teams, Fahrer und Fahrzeuge, die ursprünglich für das Rennen gemeldet waren, aber aus den unterschiedlichsten Gründen daran nicht teilnahmen.
| Pos. | Klasse | Nr. | Team                    | Fahrer                                         | Chassis                            |
| ---- | ------ | --- | ----------------------- | ---------------------------------------------- | ---------------------------------- |
| 62   | Lights |     | Tommy Johnson           | Tommy Johnson Buzzy Smith                      | Tiga GT285                         |
| 63   | Lights | 01  | Racecraft International | Michael Dow George Wilkie Andrew Gilbert-Scott | Spice SE87L Pontiac Firebird GTP L |
| 64   | GTU    | 07  | Joe Varde               | Joe Varde Tommy Riggins                        | Dodge Daytona                      |
| 65   | GTO    | 31  | Anthony Puleo           | Anthony Puleo Richard Valentine Phil Currin    | Chevrolet Camaro                   |
| 66   | GTU    | 46  | Adriano Abreu           | Adriano Abreu                                  | Nissan 280Z                        |
| 67   | Lights | 70  | Downing Atlanta         | Tom Blackaller Jim Downing                     | Argo JM16                          |
| 68   | GTP    | 76  | Hendrick Motorsports    | Jack Baldwin Tom Pumpelly                      | Chevrolet Corvette GTP             |
| 69   | Lights | 79  | Roy Roach               |                                                | Spice SE87L Pontiac Firebird       |

### Klassensieger
| Klasse | Fahrer           | Fahrer           | Fahrer        | Fahrzeug                          | Platzierung im Gesamtklassement |
| ------ | ---------------- | ---------------- | ------------- | --------------------------------- | ------------------------------- |
| GTP    | Chip Robinson    | Geoff Brabham    | Arie Luyendyk | Nissan GTP ZX-Turbo               | Gesamtsieg                      |
| Lights | Bob Lesnett      | Dan Marvin       |               | Spice SE86CL Pontiac Firebird GTP | Rang 7                          |
| GTO    | Wally Dallenbach | Dorsey Schroeder |               | Lincoln Mercury Cougar XR-7       | Rang 8                          |
| GTU    | George Robinson  | Bart Kendall     | Johnny Unser  | Pontiac Fiero                     | Rang 15                         |

### Renndaten
- Gemeldet: 69
- Gestartet: 53
- Gewertet: 32
- Rennklassen: 4
- Zuschauer: 30000
- Wetter am Renntag: warm, sonnig und trocken
- Streckenlänge: 6,614 km
- Fahrzeit des Siegerteams: 12:01:48,381 Stunden
- Gesamtrunden des Siegerteams: 330
- Gesamtdistanz des Siegerteams: 2182,753 km
- Siegerschnitt: 181,441 km/h
- Pole Position: Geoff Brabham – Nissan GTP ZX-Turbo (#83) – 1:55,822 – 205,589 km/h
- Schnellste Rennrunde: Arie Luyendyk – Nissan GTP ZX-Turbo (#84) – 1:59,776 – 198,802 km/h
- Rennserie: 4. Lauf zur IMSA-GTP-Serie 1989